# Enriqueta Sèculi
Enriqueta Sèculi i Bastida, née à Barcelone en 1897 et morte en 1976 dans cette même ville, est une enseignante, dirigeante sportive et écrivaine féministe espagnole.

## Biographie
Professeure à l'Académie Miralles de Sabadell, et à La Bonne (Centre de Cultura de Dones), institut culturel féminin et bibliothèque fondés par Francesca Bonnemaison à Barcelone. Elle cherche à promouvoir, comme par exemple Juana Whitney à Bilbao, une pédagogie nouvelle qui vise à émanciper les jeunes filles, notamment par la pratique sportive.

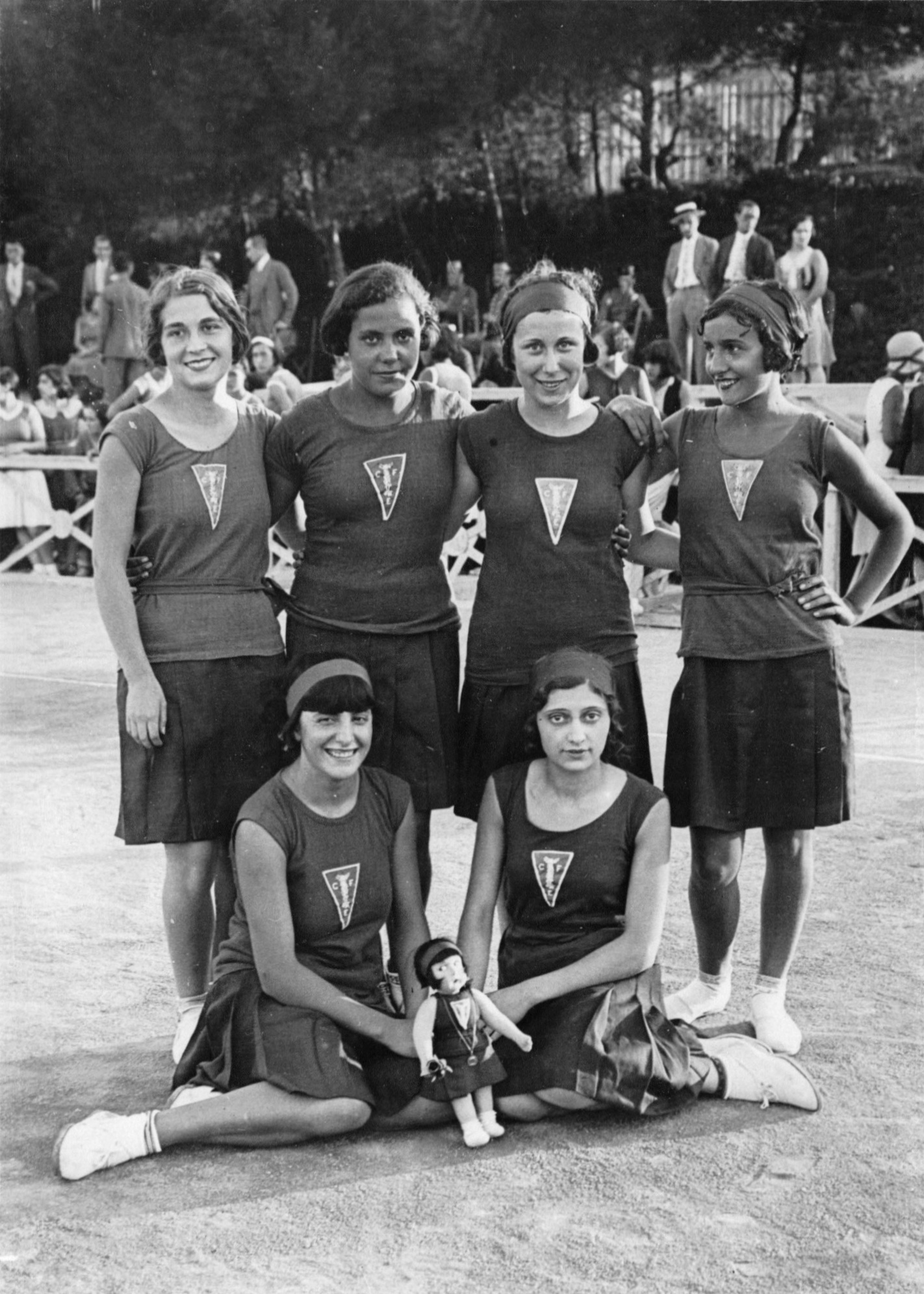
L'équipe de basket du Club féminin des Sports lors du tournoi du 13 juillet 1930 à Barcelone. De gauche à droite, les joueuses Elvira Jaumandreu, Maria Morros, Maria Zamarreño et Carme Pascó. Assises: Carme Sugrañes et Magda Guix.

En octobre 1928, alors que sévit encore la dictature de Primo de Rivera, elle fonde avec Anna Maria Martínez Sagi, Anna Murià et les sœurs Teresa et Josefina Torrens, le Club féminin et sportif de Barcelone.
Au début des années 1930, elle est secrétaire de la Commission permanente de l'Associació Protectora de l'Ensenyança Catalana, dite La Protectora, une institution pédagogique aux méthodes progressistes.

## Engagement féministe
Enriqueta Sèculi est une pionnière des droits des femmes en Catalogne.
En juin 1931, elle fonde, avec la musicienne Aurora Bertrana, la pédagogue Maria Pi Ferrer et la dramaturge Carme Montoriol le Lyceum Club de Barcelone, association féministe qui promeut les droits des femmes.
Elle également membre de la Ligue féminine catalane pour la paix et la liberté et du Front féminin de gauche de Catalogne.
Lorsque la guerre d'Espagne éclate en 1936, elle est inquiétée pour ses idées féministes de gauche et doit s'exiler à Paris.
En 1937, elle est recrutée par le gouvernement colombien pour diriger l'Ecole Normale Féminine de Medellín, même si sa vision progressiste et sportive de l'éducation lui vaut une sévère opposition de la part de l'Église.

## Postérité
La mairie de Barcelone a nommé des jardins en sa mémoire, dans le quartier de l'Eixample, à 150 mètres de la Sagrada Família.